# Echinophyllia costata
Echinophyllia costata là một loài san hô trong họ Pectiniidae. Loài này được Fenner & Veron mô tả khoa học năm 2000.